# Polypedilum nubens
Polypedilum nubens är en tvåvingeart som först beskrevs av Edwards 1929.  Polypedilum nubens ingår i släktet Polypedilum och familjen fjädermyggor. Arten har ej påträffats i Sverige. Inga underarter finns listade i Catalogue of Life.